# Marcionisme
El marcionisme fou una de les primeres heretgies del cristianisme. Pren el seu nom de seu principal creador, el teòleg i comerciant Marció (85-150 dC.).
L'aspecte més rellevant de la seva visió és que se separen com a éssers totalment diferents el malèvol Déu creador de l'Antic Testament (Jahvè), del Déu veritable, el Pare, capaç d'encarnar-se en un fill home, el Crist del Nou Testament. Es considerava un seguidor de l'apòstol Pau, a qui creia que era l'únic apòstol veritable de Jesucrist.

## Marció
Nascut a Sinope, Àsia Menor (avui Turquia), fill d'un bisbe, Marció prosperà com comerciant i navilier. Viatjà a Roma entre 135 i 140 dC, buscant ser nomenat dignatari de l'Església, sense èxit.

Marció

Fou excomunicat per heretge el 144 de la nostra era. En el moment de la seva mort (150) havia esdevingut el causant del primer cisma del cristianisme, i els seus efectes es prolongaren fins al segle iii.

### Cànonde Marció
Fins a l'arribada de Marció, el Nou Testament circulava per Roma fragmentat en cartes, algunes apòcrifes, i no existia un cànon oficial. La idea de publicar el seu propi Nou Testament separant-se de l'església oficial, obligà als cristians ortodoxos a organitzar-se, a revisar i a establir el seu propi cànon.
Marció redactà el cànon del Nou Testament conforme al seu propi dogma. Se li atribueix el caràcter de gnòstic malgrat li manquen alguns elements característics. El seu cànon, rebutja l'Antic Testament i ignora els evangelis de Mateu, Marc i Joan.
En la seva obra Els Evangelis hi figura "l'Evangeli de Marció", quasi idèntic a l'Evangeli segons Lluc. Marció accepta només deu de les cartes de Pau per considerar-les exemptes del judaisme, aquestes són: Gàlates, 1-2 Corintis, Romans, 1-2 Tessalonicencs, Efesis, Colossencs, Filipencs i Filemó. Rebutjant les altres quatre: 1-2 Timoteu, Epístola als Hebreus i Epístola a Titus

## Orígens
Roma era la ciutat més important del món, centre del poder, del comerç, de la cultura, i la religió, és aleshores habitada per persones que provenen d'arreu d'Europa, del Nord d'Àfrica i de l'Àsia Menor. Durant la primera mitat del segle ii els cristians, encara no són la religió oficial de l'Imperi Romà són una secta més, però és la més activa: té adeptes en tots els estrats de la societat, inclòs entre els patricis. L'Emperador Antoní Pius prohibeix la persecució de cristians i s'inicia el costum d'enterrar els morts a les catacumbes, és l'època dels més grans “gnòstics”, Valentí i Basilides d'Alexandria.
Filó d'Alexandria jueu mort l'any 50 dC. considerat un Proto-Gnòstic, va predicar una religió meitat filosòfica meitat jueva, influir amb les seves creences en els cristians primitius. Marció nascut a Àsia Menor zona d'influència hel·lenística, molt probablement adquirir aquestes influències de Filó o dels seus deixebles.

## Creences
El primer aspecte rellevant és que Marció separa com a sers totalment diferents, el Déu Creador de l'Antic Testament Jahvè, del Déu verdader, Pare, capaç d'encarnar a un fill home, Crist conforme al Nou Testament.
Tertulià ens explica la gènesi de la doctrina marcionita:
«Tal com molts ho fan, també avui, en especial entre els heretges, [Marció] es turmentava vers del problema del mal: D'on ve el mal? (unde malum), i amb els seus sentits encegats per la grandesa de la seva curiositat, trobà al Creador que pronunciava: "Jo soc el que crea els mals", suposant, també basant-se en altres arguments que convencen a qualsevol malvat, que Ell era l'autor del mal, interpretà en referència al Creador el mal arbre que crea mals fruits, a saber, els mals, i suposà que un altre Déu hauria d'estar en la part de l'arbre bo que dona bons fruits.»

### l'Antic Testament
El primer pas en la lògica de Marció, fou desterrar del cristianisme l'Antic Testament i d'agregar que el Messies al que s'anomena a l'Antic Testament no és Crist, i que no s'ha complert aquesta profecia. La paràbola dels odres explica la lògica del marcionisme. Els odres vells representen l'Antic Testament, i el vi nou representa l'evangeli, les bones noves de Crist que trenca amb les antigues lleis jueves. El vi nou no es pot posar en odres vells. El vi nou s'ha de posar en odres nous (Nou Testament nou cànon).

### Emmanuel
Segons Marció el Messies de l'Antic Testament es dirà Emmanuel i no Jesús tal com diuen les profecies:
| «             | ...la noia que ha d'infantar tindrà un fill, i li posarà el nom d'Emmanuel... | » |
| — Isaies 7,14 |                                                                               |   |

| «            | La verge concebrà i tindrà un fill, i li posaran el nom d'Emmanuel | » |
| — Mateu 1,23 |                                                                    |   |

Emmanuel, el Messies jueu estaria destinat de manera exclusiva al poble jueu i sòls tindria prosèlits jueus, els descendents de David, a més contra ell s'aixecaran els pobles i els imperis i ell respondrà militarment. Marció insisteix: aquest Messies no ha arribat ni s'ha complert aquesta profecia amb Crist, ni a l'Antic ni en el Nou Testament.

### Pau
En aquest punt Marció diu que sols Pau va arribar a entendre a Crist, raó per la qual tingué profundes diferències amb Pere qui no va comprendre les ensenyances de Crist i juntament amb els altres apòstols va tractar de conservar el cristianisme dins el judaisme, per tant no sols va rebutjar l'Antic Testament, sinó que va filtrar tots els elements del Nou Testament que considerava creences jueves.
D'aquesta manera Marció és el primer cristià que estableix un cànon precís, una estricta delimitació del Nou Testament acceptat, i obliga a l'església ortodoxa a formular el Nou Testament.
Posteriorment va escriure la “Antítesi” que és una anàlisi de les contradiccions entre el cristianisme, el Déu Pare del Nou Testament i el judaisme amb el Déu Creador de l'Antic Testament.

### Antítesi de Marció
Marció en el seu cànon, va incloure un escrit amb el nom Antítesi que presentava trenta-cinc articles o pensaments en els quals compara les ensenyances de Crist amb les lleis i normes dictades pel Déu de l'Antic Testament.

## Persecució
L'església oficial va considerar el marcionisme com un perill perquè estava ben organitzat i a més disposava de molts diners per predicar les seves teories. Marció fou condemnat com heretge i expulsat de Roma. Després de la seva mort les seves idees s'estengueren tant cap a l'est com cap a l'oest. A l'Orient l'heretgia durà fins al segle x.
La influència de Marció fou enorme. Tertulià en diu que "ha omplert el món sencer". La prova més eloqüent són les nombroses obres que sorgiren contra Marció en diversos llocs de l'Imperi:
- Justí el Màrtir va escriure un Contra Marció, a Roma, l'any 160.
- Dionís de Corint (bisbe), pel 170, redactà una carta contra Marció pels de Nicomedia als vols del mateix any.
- Teòfil d'Antioquia compongué la seva obra Contra Marció.

A partir del segle ii van escriure contra Marció:
- Felip de Gortina, a Creta.
- Bardesanes a Mesopotàmia.
- Ireneu a les Gàl·lies,
- Rodon i Hipòlit a Roma; pels volts de l'any 210.
- Tertulià a Cartago.
- Climent d'Alexandria.
- Orígenes de Cesarea.
- Efrén el Siri
- Epifani I de Constància va escriure Panarium.
- Eznik de Kolb, armeni, Contra les sectes del segle v.

## Vegeu
- Gnosticisme
- Catarisme
- Maniqueisme
- Bogomilisme
- Priscil·lianisme
- Dualisme
- Zoroastrisme